# Sam Concepción
Samuel Lawrence López Concepción (n. Manila, 17 de octubre de 1992), conocido artísticamente como Sam Concepción. Es un famoso cantante de género pop, p-pop, r&b, actor y modelo filipino. Trabajó como presentador de televisión en el programa Little Big Star's○, producida por la cadena televisiva ABS-CBN's condiderado como la estrella mágica. Además es un gran músico, ya que también toca el piano y la guitarra, sus padres son Raymund Concepción y Gene Concepción. En el programa que condujo, ha compartido en la división de otros talentos, también conocidos como los cantantes Gian Barbarona y Charice Pempengco.

## Discografía
| Álbum (Artista)                                                      | Fecha de Lanzamiento             | Listado | Notas                                                               |
| -------------------------------------------------------------------- | -------------------------------- | --- | ------------------------------------------------------------------- |
| Dunkin Donuts Christmas Album                                        | December 2004                    | 05 Wumba 07 Love is for Singing 11 Merry Munchkins | VCD of music videos                                                 |
| Little Big Star (Little Big Star Finalists)                          | May 2006 Star Records            | 10 Tara Tena - Sam Concepción | 2 separate Discs Disc One: Audio CD Disc Two: VCD with music videos |
| Little Big Deeds (Sam, Makisig, Kyle, Charice & other LBS Finalists) | May 2006 Star Records            | 01 Awit ng Kabutihang Asal - LBS Finalists 04 Laging May Paraan - Sam Concepción 07 Sana - LBS Finalists                                                                                | VCD of songs & stories                                              |
| Sam Concepción (Debut Album)                                         | September 2007 Universal Records | 01 Even If 02 Happy 03 I’ll Find Your Heart 04 Stay The Same 05 Hanggang Tingin 06 Wishing You’ll Be Mine 07 Kay Dali 08 Paano Na 09 Walang Hanggan 10 Da Doo Ron Ron 11 Come Everybody | Carrier singles: Even If Happy I'll Find Your Heart                 |
| Sam Concepción (I'll Find Your Heart Music Video Album)              | February 2008 Universal Records  | 01 Data (Not Playable) 02 I'll Find Your Heart 03 Happy 04 Even If 05 I'll Find Your Heart 06 Happy 07 Even If 08 Stay The Same                                                         | Track #01-04: Music videos Track #05-08: Audio tracks               |
| Kung Fu Panda Asian Soundtrack (Limited Edition)                     | May 2008 MCA Music               | 19 Kung Fu Fighting - Sam Concepción | Enhanced CD                                                         |
| The Greatest Love (Kris Aquino 3rd Album)                            | September 2008 Universal Records | 19 Mama - Sam Concepción | Audio CD                                                            |

## Caracteres

### Televisión
| Año       | Título                                     | Caracteres          | Género           | Canales                 |
| --------- | ------------------------------------------ | ------------------- | ---------------- | ----------------------- |
| Present   | I ♥ Betty La Fea                           | as Andrew Pengson   | Comedy Drama     | ABS-CBN 2               |
| Present   | Super Inggo Rerun                          | as Boi Bawang       | Fantaserye       | ABS-CBN 2               |
| Present   | ASAP '08                                   | as himself          | Musical Variety  | ABS-CBN 2               |
| Present   | Y Speak                                    | as himself          | Youth Discussion | Studio 23               |
| 2008      | Lipgloss                                   | as Kyle             | Youth Drama      | TV 5                    |
| 2008      | MYX Celebrity VJ for September             | as himself          | Music            | MYX / Studio 23         |
| 2008      | TV-5 Launch                                | as himself          | Variety          | TV 5                    |
| 2008      | NCAA Season 84 Opening                     | as himself          | Sports           | Studio 23               |
| 2008      | Myx Music Awards 2008                      | as himself          | Music            | MYX                     |
| 2007      | Your Song: Even If (w/ Lauren Young)       | as Ace              | Romance Drama    | ABS-CBN 2               |
| 2007      | Walang Kapalit                             | as young Noel       | Drama            | ABS-CBN 2               |
| 2007      | Beck                                       | as Koyuki (voice)   | Anime Musical    | Hero TV                 |
| 2007      | ASAP '07                                   | as himself          | Musical Variety  | ABS-CBN 2               |
| 2007      | John En Shirley                            | as commercial model | Comedy           | ABS-CBN 2               |
| 2007      | Little Big Superstar                       | as himself          | Reality, Music   | ABS-CBN 2               |
| 2006-2007 | Super Inggo                                | as Boi Bawang       | Fantaserye       | ABS-CBN 2               |
| 2006      | ASAP '06                                   | as himself          | Musical Variety  | ABS-CBN 2               |
| 2006      | Your Song: Let It Snow (w/ Empress Schuck) | as Nick             | Romance Drama    | ABS-CBN 2               |
| 2005-2006 | Mga Anghel na Walang Langit                | as Gary             | Drama            | ABS-CBN 2               |
| 2005-2006 | Little Big Star                            | as himself          | Reality, Music   | ABS-CBN 2               |
| 2005      | ASAP Fanatics                              | as himself          | Musical Variety  | ABS-CBN 2               |
| 2005      | A.S.T.I.G - All Set To Imitate God         | as himself          | Religion, Youth  | ABC 5                   |
| 2004      | Whacked                                    | as himself          | Variety, Youth   | Nickelodeon Philippines |

### Mejor Concierto
- Enchanting Teens Musical (May 2008)
- I'll Find Your Heart: First Solo Birthday Concert (October 2008)
- Dunkin Donuts Christmas Concert (December 2008)

### Giras musicales
- Sino Ka Ba Jose Rizal? as the young national hero (February 2002)
- First Name as Noah (May 2002)
- The Lion, The Witch and The Wardrobe as Edmund Pevensie (August 2002)
- Song of Mulan as Mushu, the little dragon and narrator of the story (August 2003)
- Mr. Noah’s Big Boat as the voice of Japeth, the youngest son of Noah (August 2004)
- Ryan Cayabyab @ 50 as the young Ryan Cayabyab (October 2004)
- Peter Pan and the Time Machine as Wendell (December 2004)
- Ragnarok (2004)
- Philstar Event as a paperboy (July 2006)
- High School Musical as Troy Bolton (June-July 2007)

### Programas conducidos
ABS-CBN:
- Sinekswela
- Hirayamanawari
- ABS-CBN Christmas Special 2005
- Homeboy
- Wowowee
- MUP
- The Buzz
- Gawad Geny López Awards 2006
- ABS-CBN Christmas Special 2006
- TV Patrol World
- Boy & Kris
- ABS-CBN Christmas Special 2007
- Umagang Kay Ganda
- Bantay Bata 10th Anniversary Special
- Dolphy at 80 Birthday Special
- Entertainment Live
- Various Station IDs
- Shoutout 2010-present

Studio 23:
- Wazzup Wazzup
- BLOG
- Mornings @ ANC
- Breakfast
- Rush TV

GMA-7:
- SOP
- Art Angel
- Wish Ko Lang
- Eat Bulaga
- Master Showman
- Sis
- Unang Hirit

ABC-5/TV5:
- TEENS
- Shall We Dance
- God Bless Israel
- MP3

QTV:
- The Sweet Life with Lucy Torres Gómez
- 1on1 with Ricky Lo
- Hapinas
- 700 Club
- Other Interviews

Various:
- Box Office Awards 2006
- Star Awards 2006
- Teledyaryo
- UnTV Interviews
- CLTV Interviews
- MYX
- MTV
- Etc.

### Comerciales
- Vaseline (2004)
- Maggi “Sinigang Sa Miso” (2004)
- Ragnarok "Home Video" (2004)
- Stresstabs “Commute” (February 2005)
- Etc.

### Filmes
- Miko as Miko (June 2006)
- Shake, Rattle & Roll 9 as Paeng (December 2007)

### Radio
- 702 DZAS AM (Present)
- Other Radio Station Guestings..